# Euphorbia macvaughii
Euphorbia macvaughii är en törelväxtart som beskrevs av Hernandez Servando Carvajal och Lomelí. Euphorbia macvaughii ingår i släktet törlar, och familjen törelväxter. Inga underarter finns listade i Catalogue of Life.